# Simejczyne (obwód ługański)
Simejczyne (ukr. Сімейчине) – osiedle na Ukrainie, w obwodzie ługańskim, w rejonie ługańskim, od 2014 roku pod kontrolą marionetkowej, zależnej od Rosji Ługańskiej Republiki Ludowej. W 2001 roku liczyło 2653 mieszkańców, głównie rosyjskojęzycznych.